# (17103) Kadyrsizova
(17103) Kadyrsizova est un astéroïde de la ceinture principale.

## Description
(17103) Kadyrsizova est un astéroïde de la ceinture principale. Il fut découvert le 10 mai 1999 à Socorro (Nouveau-Mexique) par LINEAR. Il présente une orbite caractérisée par un demi-grand axe de 2,84 UA, une excentricité de 0,08 et une inclinaison de 2,0° par rapport à l'écliptique.

## Compléments